# Lozoya (Stadt)
Lozoya bezeichnet einen Ort und eine Gemeinde (municipio) mit 617 Einwohnern (Stand: 2024) im Nordwesten der Autonomen Gemeinschaft Madrid in Zentralspanien.

## Lage
Der Ort Lozoya befindet sich in einer Höhe ca. 1120 Metern ü. d. M. am Oberlauf des gleichnamigen Flusses, der jedoch aufgestaut ist und den Pinilla-Stausee bildet. Die Entfernung zur südlich gelegenen Hauptstadt Madrid beträgt etwa 100 Kilometer (Fahrtstrecke).

## Bevölkerungsentwicklung
| Jahr      | 1960 | 1970 | 1981 | 1991 | 2001 | 2011 |
| Einwohner | 595  | 506  | 447  | 389  | 438  | 647  |

In der ersten Hälfte des 20. Jahrhunderts zählte die Gemeinde konstant um die 600 Einwohner; nach einem zwischenzeitlichen Bevölkerungsrückgang ist wegen der relativen Nähe zum Großraum Madrid in den letzten Jahrzehnten wieder ein leichter Anstieg der Einwohnerzahlen zu verzeichnen.

## Wirtschaft
Früher lebte die ansässige Bevölkerung ausschließlich von der Landwirtschaft, wobei die Viehzucht gegenüber der Feldwirtschaft dominierte; auch die Herstellung von Holzkohle war bis ins 19. Jahrhundert von großer wirtschaftlicher Bedeutung in der waldreichen Gegend. Seit den 1960er Jahren spielen auch Einnahmen aus dem Tourismus (Vermietung von Ferienwohnungen) eine gewisse Rolle.

## Geschichte
Trotz des Fehlens archäologischer Beweise geht man davon aus, dass das Gebiet entlang des Río Lozoya von Kelten bzw. Keltiberern besiedelt war. Auch Römer, Westgoten und Araber bzw. Berber haben keine deutlichen Spuren hinterlassen. Nach der christlichen Rückeroberung (reconquista) des Gebiets im 10./11. Jahrhundert wird der Ortsname Lozohia erstmals urkundlich erwähnt.

## Sehenswürdigkeiten

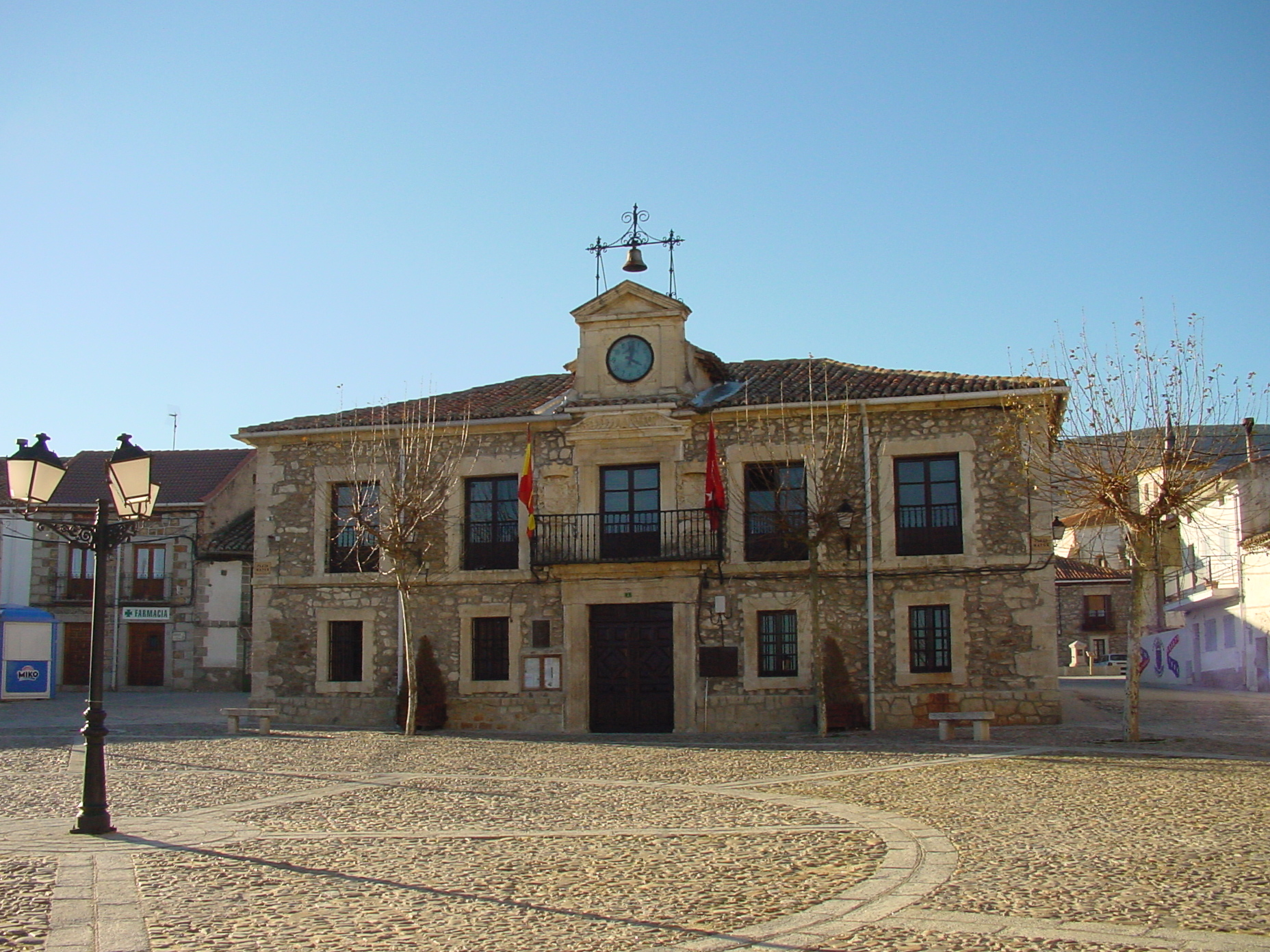
Rathaus (ayuntamiento)

- Die örtliche Pfarrkirche (Iglesia de El Salvador) ist ein aus Bruchsteinen errichteter Bau des 16. Jahrhunderts, der allerdings in späterer Zeit verputzt wurde. Das mit zwei geflügelten Drachen versehene Spätrenaissance-Portal führt in das – für die Region ungewöhnliche – dreischiffige Kircheninnere, welches eine sehenswerte platereske Kanzel (pulpito) birgt.
- Das Rathaus (ayuntamiento) befindet sich in einem Gebäude des 17. Jahrhunderts.
- Eine Brunnenanlage mit einem großen Becken (Fuente de cuatro Canos) stammt aus dem 18. Jahrhundert.
- Ein im 19. Jahrhundert erbautes öffentliches Waschhaus (lavadero publico) ist zu einem ‚Haus der Kultur‘ umgebaut worden.
- Etwas oberhalb des Ortes überquert eine mittelalterliche Brücke (Puente del Congosto) den Río Lozoya.